# ئی‌ام‌ال تسوجا (ای۴۳۲)
ئی‌ام‌ال تسوجا (ای۴۳۲) (به انگلیسی: EML Tasuja (A432)) یک کشتی است که طول آن 44.5 m و ارتفاع آن 21 m می‌باشد. این کشتی در سال ۱۹۷۷ ساخته شد.